# MÁVAG

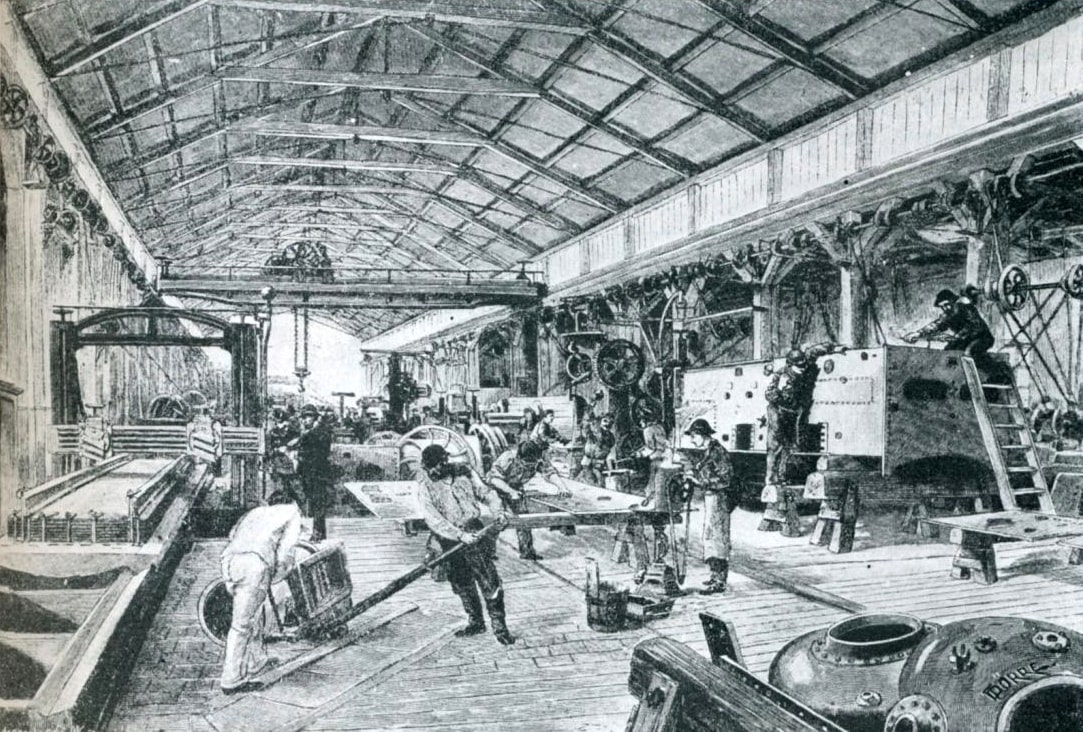
MÁVAG w 1898

MÁVAG, Magyar Királyi Államvasutak Gépgyára (z węg. Fabryka Maszyn Węgierskich Królewskich Kolei Państwowych ) – założona w 1874 r. – po II wojnie światowej po nacjonalizacji przedsiębiorstwa z nazwy wykreślono przymiotnik „królewski”, a w 1959 połączono z Ganz tworząc Ganz-MÁVAG.
Podczas II wojny światowej zakłady produkowały czołgi.